# Задний Двор (Московская область)
Задний Двор — деревня в Клинском районе Московской области, в составе Воронинского сельского поселения. Население — 4 чел. (2010). До 2006 года Задний Двор входил в состав Слободского сельского округа
Деревня расположена в северной части района, примерно в 25 км к северо-северо-востоку от райцентра Клин, у границы с Тверской областью, у истоков реки Крутец (левый приток Сестры), высота центра над уровнем моря 139 м. Ближайшие населённые пункты — Микляево в 1,5 км на северо-восток и Малая Борщёвка в 0,3 км на юго-запад.

## Население
| 2002 | 2006 | 2010 |
| ---- | ---- | ---- |
| 1    | →1   | ↗4   |